# 强肋藓
强肋藓（学名：Callicostella papillata）为油藓科大肋藓属下的一个种。